# Gonzalo Melero
Gonzalo Julián Melero Manzanares, né le 2 janvier 1994 à Madrid (Espagne), est un footballeur espagnol évoluant au poste de milieu de terrain à l'UD Almería.

## Biographie
Formé au Real Madrid, Melero commence sa carrière avec l'équipe C de la capitale. Le 24 août 2013, il joue son premier match professionnel contre l'Atlético Madrid B. La saison suivante, Melero rejoint le Real Madrid Castilla mais ne joue que six matchs.
Melero rejoint la SD Ponferradina en 2015. Il découvre ainsi la Segunda División. Malgré une première saison contrastée où il ne prend part qu'à dix rencontres, Melero s'impose comme un titulaire lors de la saison suivante.
En 2016, Melero s'engage en faveur du SD Huesca. Il s'acclimate rapidement à sa nouvelle équipe et réalise une bonne saison avec sept buts en championnat.
La saison 2017-2018 est celle de la révélation pour Melero, qui montre son efficacité devant le but en inscrivant dix-sept buts en championnat. Ses performances contribuent à la première montée de l'histoire de Huesca en Liga. 
Melero connaît une saison 2018-2019 difficile, bouleversée par de nombreuses blessures. Il marque sur penalty son premier but dans l'élite espagnole le 30 septembre 2018 contre le Girona FC (1-1). Melero inscrit son deuxième but lors d'une lourde défaite 2-6 face au Valence CF au mois de mai 2019. Huesca est relégué à l'issue de l'exercice en finissant dix-neuvième.
Le 3 juillet 2019, Melero signe quatre saisons au Levante UD pour un montant de 3,6 millions d'euros.
Il ouvre son compteur pour Levante le 14 septembre 2019 contre son club formateur du Real Madrid (défaite 3-2). Le 12 juin 2020, entré en jeu, Melero égalise sur penalty dans le temps additionnel contre le Valence CF (1-1).

## Palmarès
- Vice-champion d'Espagne de D2 en 2018 avec la SD Huesca